# Lukáš Szabó (fotbalista)
Lukáš Szabó (* 4. října 1992 Československo) je slovenský fotbalový útočník a reprezentant, v současné době hostuje z Liberce v klubu FC ViOn Zlaté Moravce.

## Klubová kariéra
Szabó začínal s fotbalem ve Slovanu Duslo Šaľa, odkud odešel do FC Nitra. V létě 2012 odešel zpět do Slovanu Duslo Šaľa hrajícího druhou slovenskou ligu. Během sezóny 2012/13 odehrál v dresu Šaly 27 utkání a vstřelil 10 gólů. Od července 2013 jej angažoval FC Slovan Liberec, který měl hráče v hledáčku. S Libercem podepsal čtyřletou smlouvu. Zájem o Szabóa projevil i ŠK Slovan Bratislava. V Liberci na začátku sezóny dostal příležitost jen v závěrech dvou ligových zápasů – se Sigmou Olomouc (21. července 2013, výhra 2:1) a s Vysočinou Jihlava (11. srpna 2013, výhra 1:0). Klub jej v září uvolnil na roční hostování do FC ViOn Zlaté Moravce.

## Reprezentační kariéra
V týmu Slovenska U21 debutoval pod trenérem Ivanem Galádem 24. dubna 2013 proti domácímu týmu České republiky (prohra 0:1). Odehrál druhý poločas. Následoval květnový přátelský zápas s izraelskou jedenadvacítkou (prohra 0:1). Po vydařené sezóně 2012/13 byl opět povolaný do týmu Slovenska U21, kde nastoupil v základní sestavě kvalifikačního střetnutí proti Lucembursku (výhra 7:1). Odehrál 70 minut, poté jej na hřišti vystřídal Filip Oršula.